# 4259 McCoy
4259 McCoy (1988 SB3) là một tiểu hành tinh vành đai chính được phát hiện ngày 16 tháng 9 năm 1988 bởi Schelte J. Bus ở Cerro Tololo.